# Tramway de Tianjin
Le tramway de Tianjin est le réseau de tramways – de type Translohr – de la ville de Tianjin, en Chine.

## Réseau actuel

### Liste des stations
du Sud au Nord:
| Nom de la station anglais   | Nom de la station hanzi | Correspondance | Localisation |
| TEDA                        | 泰达                    | ligne 9        | Binhai       |
| First Avenue                | 第一大街                |                | Binhai       |
| Second Avenue               | 第二大街                |                | Binhai       |
| Third Avenue                | 第三大街                |                | Binhai       |
| Fourth Avenue               | 第四大街                |                | Binhai       |
| Fifth Avenue                | 第五大街                |                | Binhai       |
| Sixth Avenue                | 第六大街                |                | Binhai       |
| Seventh Avenue              | 第七大街                |                | Binhai       |
| Ninth Avenue                | 第九大街                |                | Binhai       |
| Tenth Avenue                | 第十大街                |                | Binhai       |
| Eleventh Avenue             | 第十一大街              |                | Binhai       |
| International Joint Academy | 联合研究院              |                | Binhai       |
| College District            | 学院区                  |                | Binhai       |
| North of College District   | 学院区北                |                | Binhai       |